# Oleksovice
Oleksovice (in tedesco Gross Olkowitz) è un comune mercato della Repubblica Ceca facente parte del distretto di Znojmo, in Moravia Meridionale.